# Francisco de Aguirre
Francisco de Aguirre de Meneses (Talavera de la Reina; 1508 - La Serena, 1581), va ser un conquistador espanyol que va destacar la conquesta de Xile.

## Biografia
Francisco de Aguirre era fill d'Hernando de la Rúa i de Constanza Meneses. Es va incorporar de jove a les tropes imperials de Carles V, participant en la batalla de Pavia i l'assalt a Roma (1527). Es va traslladar i va viure al Perú on va conèixer Pedro de Valdivia, a qui va acompanyar en la seua expedició de conquesta cap a Xile el 1540.
Havent-se guanyat la confiança de Valdivia, fou el primer alcalde ordinari del primer cabildo de Santiago (1541) i va ser nomenat tinent governador de la zona entre el riu Choapa i Atacama, Valdivia li va encarregar la reconstrucció de La Serena, destruïda pels indis del nord, ja que havia demostrat mà dura en la guerra contra els indígenes i en el seu posterior càstig. El 26 d'agost de 1549 Aguirre va promoure la refundació la ciutat, construint un fort per a defensar-se dels atacs, i després va posar-se al capdavant de la seua tropa i va marxar en persecució dels indígenes. El nord de Xile va quedar lliure de perills des de llavors, però també molt més despoblat.
Va esdevenir tinent general de La Serena, l'octubre de 1551 el governador li va encarregar la presa de possessió de Tucumán a l'altre costat de la serralada, després de disputar aquesta zona a Núñez de Prado, que desconeixia l'autoritat de Valdivia.
Quan Valdivia va morir en la batalla de Tucapel, es va obrir el seu testament, que el designava governador de Xile en absència de Jerónimo de Alderete. Quan va rebre la notícia es trobava a Tucumán, i Francisco de Villagra ja havia estat designat governador, a causa de la mort del primer de la llista i l'absència del segon.
En assabentar-se d'aqueixos fets pels seus amics de La Serena, es va dirigir immediatament a aqueixa ciutat, que el va rebre com a Capità General i Jutge Major. Va comunicar aquesta elecció a Santiago, fent dir que les tropes del seu comandament estaven disposades a sostenir-lo en aquest càrrec, que d'altra banda li corresponia de dret en virtut del testament de Valdivia.
El cabildo de Santiago, no obstant això, no capitularia per la força i, per tant, Aguirre va enviar el seu fill Hernando amb una part de les seues tropes, les quals van ser desarmades a Santiago. Finalment el conflicte es va resoldre quan es va enviar una petició a l'Audiència de Lima, que va determinar que els cabildos havien de prendre el comandament per sis mesos, fins que el virrei designés un nou governador, i si expirava el termini, Villagra seria el governador, el qual estaria a càrrec de l'exèrcit al sud. Aguirre va fingir desconèixer la decisió, però la poca força que tenia no seria prou per a derrotar Villagra si haguera un enfrontament, de manera que ho va acceptar de molt mala gana.
El nou governador designat pel virrei Andrés Hurtado de Mendoza, el seu fill García Hurtado de Mendoza va arribar el 1557 i entre les seves primeres accions van estar l'empresonament d'Aguirre i de Villagra, a pesar que s'havien portat molt cortesos davant d'ell. A l'embarcar el vaixell que els duria al Perú, la llegenda posa en la boca de Villagra les següents paraules: "Miri general, el que són les coses del món, que ahir no cabíem els dos en un regne tan gran i que avui don García ens fa cabre en una taula". Sembla que en aqueix moment els dos capitans, que abans del seu enfrontament havien estat amics, es van reconciliar.
La seva captura al Perú no va ser del gust del rei i els seus consellers. Va retornar a Xile el 1559, i el virrei del Perú, el comte de Neva, va donar a Aguirre el comandament de la província de Tucumán. El 1564, quan la conquesta d'aqueixa regió estava a punt de perdre's, Aguirre va assentar novament la dominació espanyola.
Durant el seu mandat, es va produir una rebel·lió dirigida pel capità Jerónimo de Holguín, va capturar Aguirre. Alliberat posteriorment, l'autoritat eclesiàstica de Charcas el citava per a sotmetre'l a judici per haver proferit algunes proposicions herètiques. Les constants queixes de la seua administració van motivar el virrei a separar-lo del comandament, nomenant en el seu lloc governador de Tucumán a Jerónimo Luis de Cabrera. El 1576, tornava de nou a Xile, i s'establia modestament a la ciutat de La Serena, on tenia la seua encomienda. Hi va morir el 1581.